# Epopterus anomalus
Epopterus anomalus es una especie de coleóptero de la familia Endomychidae.

## Distribución geográfica
Habita en el Ecuador.